# Historique du parcours international du Wydad AC
Pour un article plus général, voir Wydad Athletic Club (football).
L'historique du parcours footballistique international du Wydad Athletic Club retrace les participations de sa première équipe de football aux différentes compétitions continentales et mondiaux.

## Palmarès international
| Compétitions nord-africaines | Compétitions du monde arabe                                                                      | Compétitions africaines | Compétitions internationales                                                                                 |
| --- | ------------------------------------------------------------------------------------------------ | --- | --- |
| Ligue des champions de l'ULNA (3) - Vainqueur : 1948, 1949 et 1950 Coupe des coupes de l'ULNA (1) - Vainqueur : 1949 Supercoupe de l'ULNA (3) - Vainqueur : 1948, 1949 et 1950 Ligue des champions de l'ULNA (Juniors) (1) - Vainqueur : 1949 | Ligue des champions de l'UAFA (1) - Vainqueur : 1989 Supercoupe de l'UAFA (1) - Vainqueur : 1990 | Ligue des champions de la CAF (3) - Vainqueur : 1992, 2017 et 2021/22 Coupe des coupes de la CAF (1) - Vainqueur : 2002 Supercoupe de la CAF (1) - Vainqueur : 2018 | International Coupe Mohammed-V (1) - Vainqueur : 1978 Coupe Afro-Asiatique de la FIFA (1) - Vainqueur : 1993 |

## Parcours africain
| Saisons | Competition                             | Tour              | Équipe confrontée    | Domicile   | Extérieur  | Aggregate   | Ref.   |
| ------- | --------------------------------------- | ----------------- | -------------------- | ---------- | ---------- | ----------- | ------ |
| 1987    | Coupe d'Afrique des clubs champions     | Premier tour      | ASC Police           | 3–1        | Walkover   | 3–1         | [ 1 ]  |
| 1987    | Coupe d'Afrique des clubs champions     | Second tour       | Asante Kotoko        | 1–1        | 0–2        | 1–3         | [ 1 ]  |
| 1991    | Coupe d'Afrique des clubs champions     | Premier tour      | Sahel SC             | 3–1        | 0–0        | 3–1         | [ 2 ]  |
| 1991    | Coupe d'Afrique des clubs champions     | Second tour       | JS Kabylie           | 3–0        | 0–1        | 3–1         | [ 2 ]  |
| 1991    | Coupe d'Afrique des clubs champions     | Quart de final    | Club Africain        | 1–0        | 0–2        | 1–2         | [ 2 ]  |
| 1992    | Coupe d'Afrique des clubs champions     | Premier tour      | Real Bamako          | 2–0        | 1–2        | 3–2         | [ 3 ]  |
| 1992    | Coupe d'Afrique des clubs champions     | Second tour       | Julius Berger        | 2–1        | 0–0        | 2–1         | [ 3 ]  |
| 1992    | Coupe d'Afrique des clubs champions     | Quart de final    | Nkana Red Devils     | 3–1        | 1–2        | 4–3         | [ 3 ]  |
| 1992    | Coupe d'Afrique des clubs champions     | Demi finale       | ASEC Mimosas         | 2–0        | 1–3        | 3–3 (a)     | [ 3 ]  |
| 1992    | Coupe d'Afrique des clubs champions     | Finale            | Al-Hilal             | 2–0        | 0–0        | 2–0         | [ 3 ]  |
| 1993    | Coupe d'Afrique des clubs champions     | Premier tour      | ASEC Ndiambour       | 3–1        | 1–2        | 4–3         | [ 4 ]  |
| 1993    | Coupe d'Afrique des clubs champions     | Second tour       | Stationery Stores    | 3–1        | 1–4        | 4–5         | [ 4 ]  |
| 1994    | Coupe d'Afrique des clubs champions     | Premier tour      | Semassi              | 6–1        | 0–2        | 6–3         | [ 5 ]  |
| 1994    | Coupe d'Afrique des clubs champions     | Second tour       | AS Sogara            | 0–1        | 0–2        | 0–3         | [ 5 ]  |
| 1998    | Coupe d'Afrique des vainqueurs de coupe | Second tour       | Union Douala         | 4–0        | 0–1        | 4–1         | [ 6 ]  |
| 1998    | Coupe d'Afrique des vainqueurs de coupe | Quart de final    | Costa do Sol         | 6–3        | 1–1        | 7–4         | [ 6 ]  |
| 1998    | Coupe d'Afrique des vainqueurs de coupe | Demi finale       | Espérance de Tunis   | 2–0        | 1–4        | 3–4         | [ 6 ]  |
| 1999    | Coupe de la CAF                         | Premier tour      | Al-Ahly Benghazi     | 1–1        | 2–0        | 3–1         | [ 7 ]  |
| 1999    | Coupe de la CAF                         | Second tour       | ASC Diaraf           | 2–1        | 1–1        | 3–2         | [ 7 ]  |
| 1999    | Coupe de la CAF                         | Quart de final    | USM Alger            | 1–0        | 1–2        | 2–2 (a)     | [ 7 ]  |
| 1999    | Coupe de la CAF                         | Demi finale       | Canon Yaoundé        | 1–1        | 1–1        | 2–2 (6–5 p) | [ 7 ]  |
| 1999    | Coupe de la CAF                         | Final             | Étoile du Sahel      | 2–1        | 0–1        | 2–2 (a)     | [ 7 ]  |
| 2000    | Coupe de la CAF                         | Premier tour      | Saint Anthony        | Walkover   | Walkover   | Walkover    | [ 8 ]  |
| 2000    | Coupe de la CAF                         | Second tour       | Cape Coast Dwarfs    | 2–1        | 0–2        | 2–3         | [ 8 ]  |
| 2001    | Coupe de la CAF                         | Second tour       | ASC Ndiambour        | 1–1        | 2–0        | 3–1         | [ 9 ]  |
| 2001    | Coupe de la CAF                         | Quart de final    | JS Kabylie           | 0–1        | 0–2        | 0–3         | [ 9 ]  |
| 2002    | Coupe d'Afrique des vainqueurs de coupe | Premier tour      | ASC SONACOS          | 3–0        | 0–0        | 3–0         | [ 10 ] |
| 2002    | Coupe d'Afrique des vainqueurs de coupe | Second tour       | Alliance Bouaké      | 5–0        | 1–1        | 6–1         | [ 10 ] |
| 2002    | Coupe d'Afrique des vainqueurs de coupe | Quart de final    | AS Vita Club         | 3–1        | 0–1        | 3–2         | [ 10 ] |
| 2002    | Coupe d'Afrique des vainqueurs de coupe | Demi finale       | USM Alger            | 0–0        | 2–2        | 2–2 (a)     | [ 10 ] |
| 2002    | Coupe d'Afrique des vainqueurs de coupe | Final             | Asante Kotoko        | 1–0        | 1–2        | 2–2 (a)     | [ 10 ] |
| 2003    | Coupe d'Afrique des vainqueurs de coupe | Premier tour      | ASC Nasr             | 2–0        | 0–0        | 2–0         | [ 11 ] |
| 2003    | Coupe d'Afrique des vainqueurs de coupe | Second tour       | Al Hilal             | 4–0        | 2–2        | 6–2         | [ 11 ] |
| 2003    | Coupe d'Afrique des vainqueurs de coupe | Quart de final    | Power Dynamos        | 1–0        | 1–2        | 2–2 (a)     | [ 11 ] |
| 2003    | Coupe d'Afrique des vainqueurs de coupe | Demi finale       | Étoile du Sahel      | 0–2        | 0–1        | 0–3         | [ 11 ] |
| 2004    | Coupe de la confédération               | Premier tour      | Étoile Filante       | 0–0        | 1–0        | 1–0         | [ 12 ] |
| 2004    | Coupe de la confédération               | Second tour       | Stella Club d'Adjamé | 2–1        | 0–0        | 2–1         | [ 12 ] |
| 2004    | Coupe de la confédération               | Match barrage     | Asante Kotoko        | 1–1        | 0–2        | 1–3         | [ 12 ] |
| 2007    | Ligue des champions de la CAF           | Tour préliminaire | ASC Mauritel Mobile  | 4–0        | 1–2        | 5–2         | [ 13 ] |
| 2007    | Ligue des champions de la CAF           | Premier tour      | Stade Malien         | 3–1        | 0–0        | 3–1         | [ 13 ] |
| 2007    | Ligue des champions de la CAF           | Second tour       | ASEC Mimosas         | 0–0        | 0–2        | 0–2         | [ 13 ] |
| 2007    | Coupe de la confédération               | Match barrage     | Ismaily SC           | 0–1        | 0–2        | 0–3         | [ 14 ] |
| 2011    | Ligue des champions de la CAF           | Tour préliminaire | Aduana Stars         | 3–0        | 0–1        | 3–1         | [ 15 ] |
| 2011    | Ligue des champions de la CAF           | Premier tour      | Kano Pillars         | 2–0        | 0–0        | 2–0         | [ 15 ] |
| 2011    | Ligue des champions de la CAF           | Second tour       | TP Mazembe           | Tapis vert | Tapis vert | Tapis vert  | [ 15 ] |
| 2011    | Ligue des champions de la CAF           | Match barrage     | Simba                | 3–0        | 3–0        | 3–0         | [ 15 ] |
| 2011    | Ligue des champions de la CAF           | Phase de poule    | Al-Ahly              | 1–1        | 3–3        | 2eme place  | [ 15 ] |
| 2011    | Ligue des champions de la CAF           | Phase de poule    | MC Alger             | 4–0        | 1–3        | 2eme place  | [ 15 ] |
| 2011    | Ligue des champions de la CAF           | Phase de poule    | Espérance de Tunis   | 2–2        | 0–0        | 2eme place  | [ 15 ] |
| 2011    | Ligue des champions de la CAF           | Demi finale       | Enyimba              | 1–0        | 0–0        | 1–0         | [ 15 ] |
| 2011    | Ligue des champions de la CAF           | Finale            | Espérance de Tunis   | 0–0        | 0–1        | 0–1         | [ 15 ] |
| 2012    | Coupe de la confédération               | Premier tour      | Invincible Eleven    | 4–1        | 2–0        | 6–1         | [ 16 ] |
| 2012    | Coupe de la confédération               | Second tour       | AS Real Bamako       | 3–0        | 0–1        | 3–1         | [ 16 ] |
| 2012    | Coupe de la confédération               | Match barrage     | AFAD Djékanou        | 0–0        | 1–0        | 1–0         | [ 16 ] |
| 2012    | Coupe de la confédération               | Phase de poule    | AC Léopards          | 3–1        | 1–1        | 3eme place  | [ 16 ] |
| 2012    | Coupe de la confédération               | Phase de poule    | Stade Malien         | 1–1        | 3–3        | 3eme place  | [ 16 ] |
| 2012    | Coupe de la confédération               | Phase de poule    | Djoliba              | 1–2        | 1–2        | 3eme place  | [ 16 ] |
| 2013    | Coupe de la confédération               | Premier tour      | AS Douanes           | 3–0        | 1–1        | 4–1         | [ 17 ] |
| 2013    | Coupe de la confédération               | Second tour       | Liga Muçulmana       | 3–1        | 0–2        | 3–3 (a)     | [ 17 ] |
| 2016    | Ligue des champions de la CAF           | Tour préliminaire | AS Douanes Niamey    | 2–0        | 1–2        | 3–2         | [ 18 ] |
| 2016    | Ligue des champions de la CAF           | Premier tour      | CNaPS Sport          | 5–1        | 1–2        | 6–3         | [ 18 ] |
| 2016    | Ligue des champions de la CAF           | Second tour       | TP Mazembe           | 2–0        | 1–1        | 3–1         | [ 18 ] |
| 2016    | Ligue des champions de la CAF           | Phase de poule    | ASEC Mimosas         | 2–1        | 1–0        | 1ere place  | [ 18 ] |
| 2016    | Ligue des champions de la CAF           | Phase de poule    | ZESCO United         | 2–0        | 1–1        | 1ere place  | [ 18 ] |
| 2016    | Ligue des champions de la CAF           | Phase de poule    | Al-Ahly              | 0–1        | 0–0        | 1ere place  | [ 18 ] |
| 2016    | Ligue des champions de la CAF           | Demi finale       | Zamalek              | 5–2        | 0–4        | 5–6         | [ 18 ] |
| 2017    | Ligue des champions de la CAF           | Premier tour      | CF Mounana           | 1–0        | 0–1        | 1–1 (5–4 p) | [ 19 ] |
| 2017    | Ligue des champions de la CAF           | Phase de poule    | Coton Sport          | 2–0        | 2–0        | 1ere place  | [ 19 ] |
| 2017    | Ligue des champions de la CAF           | Phase de poule    | Zanaco               | 1–0        | 0–1        | 1ere place  | [ 19 ] |
| 2017    | Ligue des champions de la CAF           | Phase de poule    | Al-Ahly              | 2–0        | 0–2        | 1ere place  | [ 19 ] |
| 2017    | Ligue des champions de la CAF           | Quart de finale   | Mamelodi Sundowns    | 1–0        | 0–1        | 1–1 (3–2 p) | [ 19 ] |
| 2017    | Ligue des champions de la CAF           | Demi finale       | USM Alger            | 3–1        | 0–0        | 3–1         | [ 19 ] |
| 2017    | Ligue des champions de la CAF           | Finale            | Al-Ahly              | 1–0        | 1–1        | 2–1         | [ 19 ] |
| 2018    | Ligue des champions de la CAF           | Premier tour      | Williamsville AC     | 7–2        | 0–2        | 7–4         | [ 20 ] |
| 2018    | Ligue des champions de la CAF           | Phase de poule    | Mamelodi Sundowns    | 1–0        | 1–1        | 1ere place  | [ 20 ] |
| 2018    | Ligue des champions de la CAF           | Phase de poule    | AS Togo-Port         | 3–0        | 0–0        | 1ere place  | [ 20 ] |
| 2018    | Ligue des champions de la CAF           | Phase de poule    | Horoya               | 2–0        | 1–1        | 1ere place  | [ 20 ] |
| 2018    | Ligue des champions de la CAF           | Quart de finale   | ES Sétif             | 0–0        | 0–1        | 0–1         | [ 20 ] |
| 2018–19 | Ligue des champions de la CAF           | Premier tour      | ASC Diaraf           | 2–0        | 1–3        | 3–3 (a)     | [ 21 ] |
| 2018–19 | Ligue des champions de la CAF           | Phase de poule    | ASEC Mimosas         | 5–2        | 0–2        | 1ere place  | [ 21 ] |
| 2018–19 | Ligue des champions de la CAF           | Phase de poule    | Mamelodi Sundowns    | 1–0        | 1–2        | 1ere place  | [ 21 ] |
| 2018–19 | Ligue des champions de la CAF           | Phase de poule    | Lobi Stars           | 0–0        | 1–0        | 1ere place  | [ 21 ] |
| 2018–19 | Ligue des champions de la CAF           | Quart de finale   | Horoya AC            | 5–0        | 0–0        | 5–0         | [ 21 ] |
| 2018–19 | Ligue des champions de la CAF           | Demi finale       | Mamelodi Sundowns    | 2–1        | 0–0        | 2–1         | [ 21 ] |
| 2018–19 | Ligue des champions de la CAF           | Finale            | Espérance de Tunis   | 1–1        | 1–1        | Verdict     | [ 21 ] |
| 2019–20 | Ligue des champions de la CAF           | Premier tour      | FC Nouadhibou        | 4–1        | 2–0        | 6–1         | [ 26 ] |
| 2019–20 | Ligue des champions de la CAF           | Phase de poule    | USM Alger            | 3–1        | 1–1        | 2eme place  | [ 26 ] |
| 2019–20 | Ligue des champions de la CAF           | Phase de poule    | Mamelodi Sundowns    | 0–0        | 0–1        | 2eme place  | [ 26 ] |
| 2019–20 | Ligue des champions de la CAF           | Phase de poule    | Petro de Luanda      | 4–1        | 2–2        | 2eme place  | [ 26 ] |
| 2019–20 | Ligue des champions de la CAF           | Quart de finale   | Étoile du Sahel      | 2–0        | 0–1        | 2–1         | [ 26 ] |
| 2019–20 | Ligue des champions de la CAF           | Demi finale       | Al-Ahly              | 0–2        | 1–3        | 1–5         | [ 26 ] |
| 2020–21 | Ligue des champions de la CAF           | Premier tour      | Stade Malien         | 3–0        | 0–1        | 3–1         | [ 27 ] |
| 2020–21 | Ligue des champions de la CAF           | Phase de poule    | Kaizer Chiefs        | 4–0        | 0–1        | 1ere place  | [ 27 ] |
| 2020–21 | Ligue des champions de la CAF           | Phase de poule    | Petro de Luanda      | 2–0        | 1–0        | 1ere place  | [ 27 ] |
| 2020–21 | Ligue des champions de la CAF           | Phase de poule    | Horoya               | 2–0        | 0–0        | 1ere place  | [ 27 ] |
| 2020–21 | Ligue des champions de la CAF           | Quart de finale   | MC Alger             | 1–0        | 1–1        | 2–1         | [ 27 ] |
| 2020–21 | Ligue des champions de la CAF           | Demi finale       | Kaizer Chiefs        | 0–1        | 0–0        | 0–1         | [ 27 ] |
| 2021–22 | Ligue des champions de la CAF           | Premier tour      | Hearts of Oak        | 6–1        | 0–1        | 6–2         | [ 27 ] |
| 2021–22 | Ligue des champions de la CAF           | Phase de poule    | Sagrada Esperança    | 3–0        | 2–1        | 1ere place  | [ 27 ] |
| 2021–22 | Ligue des champions de la CAF           | Phase de poule    | Petro de Luanda      | 5–1        | 1–2        | 1ere place  | [ 27 ] |
| 2021–22 | Ligue des champions de la CAF           | Phase de poule    | Zamalek              | 3–1        | 1–0        | 1ere place  | [ 27 ] |
| 2021–22 | Ligue des champions de la CAF           | Quart de finale   | CR Belouizdad        | 0–0        | 1–0        | 1–0         | [ 27 ] |
| 2021–22 | Ligue des champions de la CAF           | Demi finale       | Petro de Luanda      | 1–1        | 3–1        | 4–2         | [ 27 ] |
| 2021–22 | Ligue des champions de la CAF           | Finale            | Al Ahly              | 2–0 (N)    | 2–0 (N)    | 2–0 (N)     | [ 27 ] |